# Объединение независимых художников
Объединение независимых художников (латыш. Neatkarīgo mākslinieku vienība) — латвийская профессиональная общественная организация, одно из первых творческих объединений, возникших после провозглашения независимости Латвии.

## История
Основано в 1919 году. В своей деятельности декларировало беспартийность, гарантировавшую, по мнению организаторов, независимость своих участников от политической и художественной конъюнктуры. Ядро организации составили художники-реалисты демократического направления Эдуард Бренценс, Карлис Миесниекс, Карлис Суниньш, Александр. Штралс. Председатели — Янис Яунсудрабиньш (1919—1924, 1925—1927, 1928—1929), Эрнест Вейландс (1927, 1930—1933), Эрнест Брастиньш (1933—1938).
В разные годы участниками объединения были около 60 человек, в том числе: Янис Ансонс, Вильгельм Пурвитис, Петерис Кундзиньш, Рихард Маурс. Дважды в году устраивались выставки, проходившие в Риге, Каунасе, Цесисе, Лиепае, Огре, Вентспилсе. Были подготовлены и проведены памятные выставки Теодора Удера (1920) и Альфреда Плите-Плейта (1921).
Объединением была создана собственная библиотека, состоящая из искусствоведческих изданий и специальной литературы, насчитывающая около 1300 томов, а также коллекция картин, утерянная во время Второй мировой войны. В серии «Латышское искусство» увидели свет монографии «Альфред Плите-Плейта» В. Пеньгерота (1925), «Янис Розенталс» Р. Штерна (1925), «Рудольф Перле» Я. Силиньша (1928), «Латышская письменная композиция» Э. Брастиньша (1925), «Искусство ренессанса» Ф. Швейнфурта.
В 1938 году Объединение независимых художников утратило самостоятельность и стало одним из подразделений Латвийского общества изящных искусств.